# ستيف هايز
ستيف هايز (بالإنجليزية: Steve Hayes)‏ (1 يناير 1959 بالولايات المتحدة - ) هو مدرب كرة قدم ولاعب كرة قدم أمريكي في مركز الوسط. لعب مع Washington Stars ‏ وSt. Louis Ambush (1992–2000) ‏.